# Euronews
A Euronews (estilizada em minúsculas: euronews) é uma rede de estações televisivas de informação pan-europeia, fundada em 1993 e sediada em Lyon, em França. Quando era um único canal, a Euronews o primeiro canal do mundo a ser difundido em várias línguas (com diferentes feeds de áudio)
A missão da Euronews é a cobertura internacional dos eventos numa perspectiva europeia, evitando o uso do sensacionalismo e permitindo que cada espectador possa criar uma opinião livre sobre o mundo. Através da televisão, é difundida em grande parte da Europa, na América do Norte, na América do Sul e no Norte de África.Os diferentes canais da Euronews são difundidos em diversas plataformas: rede analógica, rede digital de televisão terrrestre (TDT), por cabo coaxial, em aviões e hotéis, através de IPTV, por telemóvel e através de livestream.  Em 2008, o canal era distribuído em 135 países em todo o mundo. Chegava a 177 milhões de lares europeus por cabo, satélite e TDT. A Euronews é a líder de difusão internacional de notícias na Europa, ultrapassando a CNN International (167 milhões de lares europeus), a BBC World News (124 milhões de lares europeus) e a CNBC Europe (65 milhões de lares europeus). Através da internet, a Euronews pode ser vista em qualquer país do mundo, menos na Turquia, em Singapura, na China, na Coreia do Norte e em Cuba.
Até maio de 2017, Euronews emitia em nove idiomas fixos simultaneamente (ou seja, a mesma imagem com áudios diferentes): alemão, espanhol, francês, inglês, italiano, português (desde 1999), russo (desde 2001), árabe (desde 2008) e em turco (desde 2010). Para além destes, emitia também em vários blocos esporádicos em ucraniano e romeno para a Ucrânia e a Roménia, respectivamente. A Euronews venceu o concurso público para emissão em farsi.
A partir de maio de 2017, a Euronews passou de um único canal a 12 canais diferentes, cada um com a sua língua, numa estratégia desenvolvida por um dos seus proprietários, a NBC. Entre eles está o canal que emite em língua portuguesa.
Em Portugal, o canal em português europeu da Euronews pode ser visto 24h por dia nos quatro fornecedores de pacotes televisivos. 
No Brasil o canal em português da Euronews pode ser visto na televisão paga no canal 203 da operadora TV Alphavile e por streaming através da página oficial da emissora, do canal oficial do Youtube, através da Plex TV, no canal 2064 na Samsung TV Plus, na Pluto TV através do canal 203 e na Claro TV+ Box através do canal 845.
Desde julho de 2022 que 88% da Euronews é detida pelo fundo de capital de risco português Alpac Capital. O fundo é controlado por Pedro Vargas David (filho do ex-eurodeputado Mário David, atual conselheiro político do primeiro-ministro da Hungria, Viktor Orbán) e Luís Santos (filho do selecionador português Fernando Santos). A jornalista Graça Franco, ex-diretora de Informação da Rádio Renascença e anterior Provedora do Ouvinte da RTP, é a presidente do Conselho Editorial da Euronews. Os canais da Euronews dedicados a línguas da Europa Ocidental passaram por um grande rebranding no início de 2023. Em março de 2023, após a administração da Euronews anunciar que planeava colocar 198 trabalhadores - de um total de 349 - em regime de lay off, os trabalhadores da plataforma de informação iniciaram quatro dias de greve e alertaram para o "desmantelamento" da Euronews. A partir de dezembro do mesmo ano, os canais não franchisados da Euronews (onde estão incluídos, por exemplo, os canais em alemão, espanhol, francês, italiano e português) passaram a emitir o mesmo noticário de fim de semana - denominado de 5' (5 Minutes) - que a Euronews em inglês, ou seja, um noticiário em inglês sem voice-over nas respetivas línguas dos canais ou legendagem nas mesmas línguas, o que, em pelo menos 25 anos, constitui uma situação inédita na Euronews em alemão, espanhol, francês, italiano e português. No segundo semestre de 2024, esses cinco canais voltaram a emitir o noticiário de fim de semana nos respetivos idiomas.
Em abril de 2024, documentos obtidos pelo projeto jornalístico húngaro Direkt36, partilhados com o jornal português Expresso e o jornal francês Le Monde revelaram que Pedro Vargas David, detentor também dos títulos portugueses Inevitável e Nascer do Sol,  recebeu €45 milhões do estado húngaro para comprar a Euronews.

## História
O canal foi criado em 1993. Na altura, era difundido em cinco línguas: inglês, espanhol, alemão, italiano e francês. Foi a primeira experiência mundial de uma televisão multilingue e uma nova abordagem político-linguística na Europa. A cidade de Lyon acolhe a sede principal do canal, em detrimento de Munique, Bolonha (Itália) e Valência (Espanha). Tratou-se de uma vitória para França e para a língua francesa, tornando-se assim a lingua franca, no início.
Três emissoras públicas europeias formaram o núcleo duro do canal: France 2 e France 3 (actualmente, France Télévisions), a italiana RAI e a espanhola RTVE. A BBC do Reino Unido e a ARD e ZDF da Alemanha, não participaram no projecto. Tal permitiu à língua francesa ocupar um lugar proeminente nos primeiros anos de vida do canal, dando assim supermacia editorial. Os fundadores da Euronews pensaram que os textos redigidos nas outras línguas seriam apenas traduções dos comentários de base e das referências escritas em francês - uma ideia bem aceita pelos jornalistas gauleses, mas severamente posto em causa pelos jornalistas das outras línguas.
No início da fundação do canal, apenas duas agências de notícias escritas tinha disponibilidade para todo o público: a France Presse e a Reuters. Após várias exigências dos jornalistas de língua que não o francês e o inglês, a Euronews torna-se cliente da agência espanhola EFE, da alemã DPA e da italiana ANSA. Tal acção fez com que surgissem diferentes abordagens de cada agência noticiosa nacional. Por exemplo, os conflitos na ex-Jugoslávia, no Kosovo e no Médio Oriente não eram analisadas da mesma maneira.
Em novembro de 1997, a sociedade britância ITN adquire 49% do capital da EuroNews, obtendo assim o controlo operacional do canal europeu. Uma nova mentalidade se instala, mas a guerra linguística recomeça. Apesar dos responsáveis britânicos terem respeitado as particularidades de cada língua da Euronews, foi necessária recriar um modo de utilizar as línguas nos diversos grafismos do canal. Uma das facilidades era o facto de o canal ser todo em imagens e sem apresentador. Após várias discussões, a EuroNews decidiu utilisar - para os nomes escritos - as línguas do canal: francês, inglês, alemão, espanhol, italiano e português. A chegada da ITN revolucionou o modus operandi do canal e os seus administradores quiseram multiplicar o número de emissões directas. Porém, as agências internacionais que forneciam as informações, APTN e Reuters TV, eram anglófonas, e os seus directos eram ocupados em 95% por personalidades anglófonas. A EuroNews tenta também encontrar imagens de outras personalidades, não anglófonas, pois a diversidade linguística permitia e uma diversidade cultural e linguística. A ITN abandona a EuroNews em 2003 e sob o seu mandato, duas novas línguas surgiram: o português em Novembro de 1999 e o russo em 2001.
Com o alargamento da União Europeia de 2004, onde 10 novos países integraram o bloco economico-político, as televisões europeias centrais e de Leste manifestavam a sua entrada na EuroNews, tendo recebidos pedidos de polacos, bielorrussos, ucranianos, húngaros e romenos.
Em 21 de Fevereiro de 2005, a EuroNews assina uma convenção com a União Europeia, que exige ao canal emitir informações sobre a UE num mínimo de 10% da sua programação total. Tal facto dá assim à Euronews o estatuto de Serviço Público Europeu de Informação e uma ajuda anual de 5 milhões de euros, bem como ver a sua difusão chegar aos 27 países da UE.

## Difusão
Em 2009, a Euronews foi recebida em 150 países e 294 milhões de moradas através da difusão digital por satélite, redes de cabo e parabólicas, destacando o Nouveau CanalSat na França; o Digital+ na Espanha; a TV Cabo em Portugal; o Sky no Reino Unido, Irlanda e Itália; a Dish Network nos Estados Unidos, a Select TV em Austrália, Digiturk na Turquia e Orbit no Médio Oriente. Do mesmo modo, é recebida em 120 milhões de residências por via terrestre através de 41 canais estatais de 29 países, destacando o canal público TVR, que exibe um boletim EuroNews em romeno de segunda-feira a sexta-feira às 22h00, atingindo oito milhões de espectadores. Desde 2004, também pode ser acessada desde podcast, redes digitais como o ADSL e a Televisão Digital Terrestre. Desde Outubro de 2007, o seu programa No comment tem sido posto ao dispor dos internautas através da plataforma Youtube.
A partir de 24/03/2021 o canal passou a ser distribuído através da Samsung TV Plus, disponível no canal 2015.

### Televisões que incorporaram a Euronews à sua programação
- ArmNews.Eu (Suécia), em russo.
- TVSA Sarajevo (Bósnia e Herzegovina) em inglês
- Futura (Brasil) em português
- CyBC2 (Chipre) em inglês
- Yle TV1 (Finlândia) em inglês e alemão
- France 3 (França) em francês
- RTÉ 1 e RTÉ 2 (Irlanda) em inglês
- Rai 1 (Itália) em italiano
- TVM (Malta) em inglês
- CT2 (República Checa) em inglês
- TVR1 (Roménia) em romanês
- EVK, KULTURA e RTR (Rússia) em russo
- TV Koper (Eslovénia) em italiano
- RSI La 1 e RSI La 2 (Suíça) em italiano e alemão
- RTS Un (Suíça) em francês e inglês
- RTP2 e RTP África (Portugal) em português
- TV4 Fakta (Suécia) em inglês

## Organização

### Dirigentes

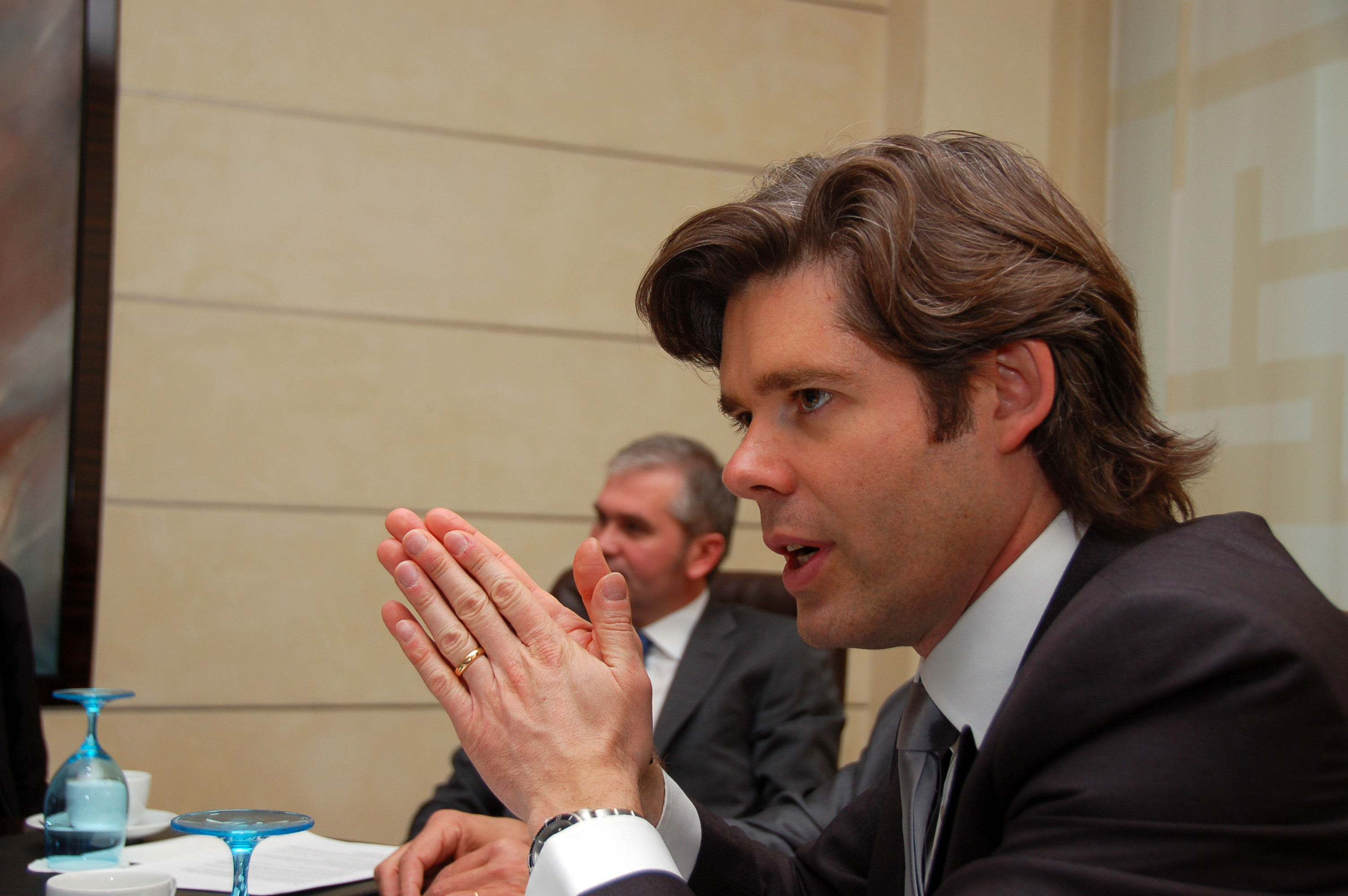
Michael Peters, Presidente do Conselho Executivo.

Desde a sua criação a 1 de janeiro de 1993 até ao estabelecimento de uma nova governança a 19 de dezembro de 2008, a Euronews era liderada pelo presidente da SOCEMIE.
Desde 19 de dezembro de 2008, data da fusão da SECEMIE e da SOCEMIE, a Euronews está sob a direcção da Euronews SA, que tem uma estrutura de governação de "estilo alemão", composta por um conselho fiscal e um conselho de administração. Desde 2015, a cadeia também tem um conselho editorial, que garante a independência da política editorial.
- Presidente do Conselho Executivo:
  - Michael Peters[18]
- Presidente do Conselho Fiscal:
  - Naguib Sawiris[19]
- Presidente do Conselho Editorial:
  - Paolo Garimberti[19]

### Pessoal
Em 2010, o Euronews contava com 700 funcionários de mais de vinte nacionalidades, incluindo 370 jornalistas organizados em escritórios editoriais de 10 jornalistas (um por idioma).
Em 2015, a Euronews contava com 800 funcionários de 25 nacionalidades diferentes.

### Sedes
A Euronews transmite principalmente a partir da sua sede em Lyon, mas também mantém uma série de agências internacionais para fins editoriais ou de marketing em:
- Atenas (Grécia)
- Bruxelas (Bélgica)
- Budapeste (Hungria)
- Cairo (Egito)
- Dubai (Emirados Árabes Unidos)
- Frankfurt am Main (Alemanha)
- Istanbul (Turquia)
- Londres (Reino Unido)
- Kiev (Ucrânia)
- Paris (France)
- Washington, D.C. (Estados Unidos da América)

## Financiamento
Existem quatro canais de financiamento no Euronews:
- Financiamento dos acionistas: todos pagam uma taxa, sendo esta a principal fonte de financiamento.
- Publicidade e patrocínio de vendas: eles o fazem discretamente com anúncios principalmente de companhias aéreas, bancos, bolsas de valores e entidades similares.
- Quotas de cabo e satélite: na maioria dos países, um operador de cabo / satélite é obrigado a visualizá-lo.
- Quota de vendas do programa: eles vendem seus próprios espaços para outros canais.

## Blocos informativos
A Euronews conta com 3 grandes blocos informativos nos dias úteis.

### Dias úteis
- Acorda Europa:  Das 05:00 às 12:00.
- Euronews Tarde:  Das 12:00 às 20:00.
- Europa em Resumo:  Das 20:00 às 05:00.

### Fim de semana
- 5 Minutes (estilizado: 5'): Das 05:00 (Sábado) às 05:00 (Segunda).(noticiário em inglês em todos os canais não franchisados da Euronews)

## Programas
O canal transmite um noticiário de televisão "completo" a cada meia hora com um lembrete dos títulos entre os mesmos. Durante a All News Edition, exibe um noticiário a cada quinze minutos. Os jornais são intercalados com programas de notícias (economia, desporto, assuntos europeus, clima ...) e revistas da sociedade sobre cultura, estilo de vida, viagens ou novas tecnologias.
O canal há muito tempo tem a marca registrada de não ter um apresentador no ar, posicionando-se como um "canal de informação puro e direto". Esta linha é encontrada no programa No Comment, que apresenta vídeos de notícias sem edição e sem comentários. No entanto, na década de 2010, revistas com apresentadores começaram a surgir para personalizar melhor a antena vis-à-vis o espectador. Aquando do início da pandemia de Covid-19, isso tinha deixado de acontecer, com a exceção do canal em inglês. A partir do rebranding pós-compra da Euronews pela Alpac Capital - rebranding esse que aconteceu no primeiro trimestre de 2023 -, a Euronews em inglês também deixou de ter pivôs, com exceção de pivôs que apresentam peças apenas sobre determinado assunto (a invasão russa da Ucrânia, por exemplo). Esses apresentadores também aparecem por vezes noutros canais da Euronews que não o canal anglófono. 70% das imagens utilizadas nos noticiários não são produzidas pelo canal.

## Identidade visual

### Logótipo
O atual logótipo da Euronews é o quinto. De 1 de janeiro de 1993 a fevereiro de 1999, o logotipo estava no canto inferior direito da tela, de fevereiro de 1999 a junho de 2008, no canto superior esquerdo da tela, de junho de 2008 a maio de 2016, no canto superior direito da tela. a tela, e de maio de 2016 para apresentá-lo foi no canto inferior esquerdo da tela.
1993 - 1996

O primeiro logótipo do Euronews consistiu em letra minúscula azul a palavra "euro" no paralelogramo amarelo e em amarelo "news".
[carece de fontes?]
1996 - 1999

Renovação total do grafismo em 1996, com as palavras "euro" em branco posicionado em cima e a azul "news" em baixo
1998 - 2008

Renovação do grafismo em 1998, com a palavra "EuroNews" escritas num fundo azul.
2008 - 2016

Renovação total do grafismo em 2008, com a adoção de um novo logótipo da autoria da Fred & Farid Group, com um círculo branco "sintetizando simplicidade e universalidade". · 
2016 - presente

Renovação total do grafismo em 2016, com a adoção de uma nova identidade visual concebida pela agência britânica Lambie-Nairn. · 

Logo da Euronews entre Fevereiro de 1999 e 3 de junho de 2008.
Logo da Euronews entre 4 de junho de 2008 e 17 de maio de 2016.
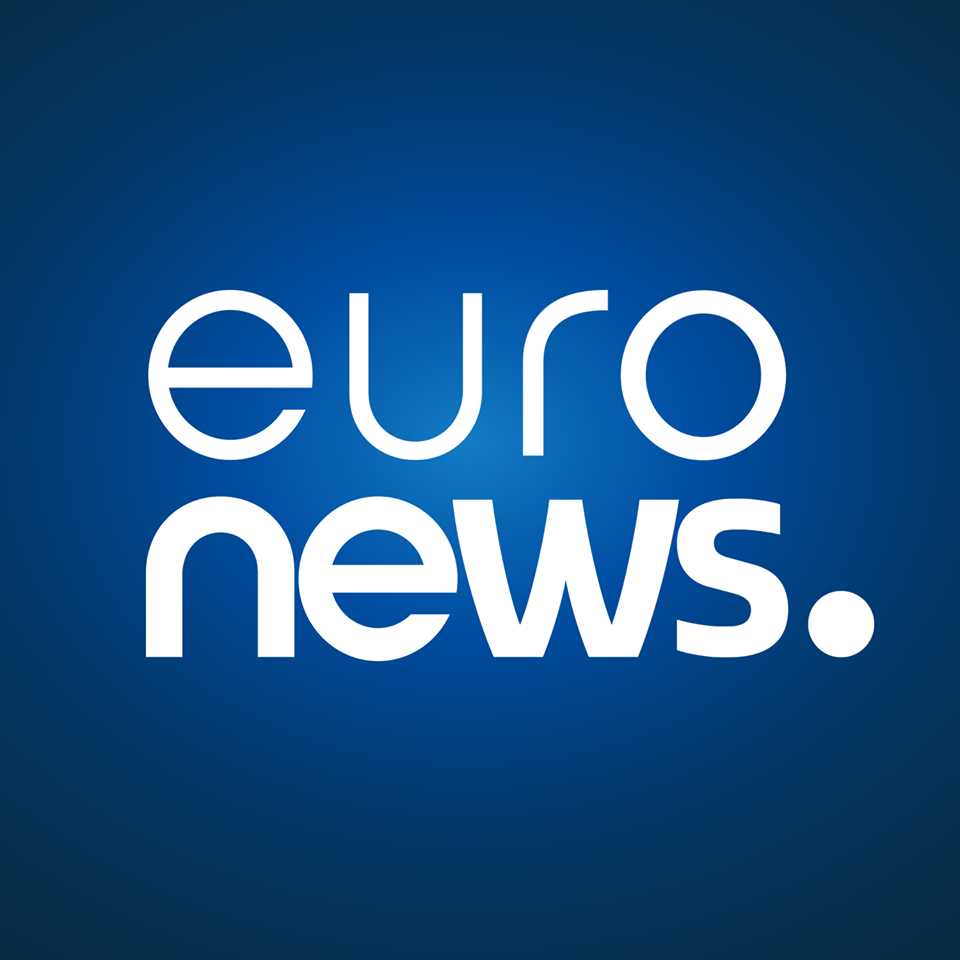
Logo da Euronews desde 17 de maio de 2016.

### Slogan
| - 2008 - 2016 \| Euronews, Pure - 2016 - presente \| Todos os pontos de vista |

## Audiência
A Euronews está subscrita a estudos audiométricos de diferentes países, como MédiaCabSat na França ou Sofres AM na Espanha.

### Europa
Em 2009, a Euronews era vista todos os dias na Europa por 6,7 milhões de espectadores, 3,1 milhões via cabo e satélite e 3,6 milhões por meio da transmissão através dos canais nacionais.
Em 2015, o Euronews era assistido todos os dias por 4,2 milhões de europeus, incluindo 3 milhões via cabo e satélite e 1,2 milhões via recuperação de sinal pelos canais nacionais. É o principal canal internacional de notícias na Europa, à frente da CNN International (2 milhões) e da BBC World News (1,9 milhões).

### Novas médias
Em 2013, o site da Euronews recebeu 7,5 milhões de visitantes únicos todos os meses.
No mesmo ano, o canal do Euronews no YouTube recebeu 10 milhões de visitantes únicos por mês. É o segundo canal de notícias mais assistido do mundo nesta plataforma após o Russia Today.

## Euronews Radio

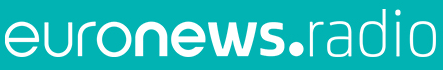
Logotipo da euronews.radio

A Euronews Radio é a primeira estação de rádio digital dedicada a informação da Europa. A estação tem quatro características principais:
- Notícias completas e meteorologia a cada meia hora
- 7,2 horas da música por dia
- Apresenta todas as últimas reportagens exclusivas sobre ciência, cultura, cinema, etc.
- A rádio possui seis diferentes canais, cada um com o seu idioma (nomeadamente, o inglês, o espanhol, o alemão, o francês, o italiano e o russo).